# Edward Leedskalnin
Edward Leedskalnin (10. avgust 1887, Riga, Latvija – 7. december 1951, Miami, ZDA) je bil ekscentrični latvijski imigrant v Združenih državah in amaterski kipar, ki je na Floridi domnevno lastnoročno zgradil spomenik, poznan pod imenom Coral Castle. Znan je bil tudi po svojih nenavadnih  teorijah na področju magnetizma.

## Življenje
Edward Leedskalnin se je glede na osnutek registracijskih zapisov iz  prve svetovne vojne rodil 12. januarja 1887 v  Latviji. Malo je znanega iz njegovega otroštva, razen dejstva, da ni bil bogat in da je imel le štiriletno izobrazbo. Pri 26. letih se je zaročil z Agnes Scuffs, ki je bila deset let mlajša. 16-letnica je dan pred poroko vse skupaj odpovedala. Nekaj let kasneje se je odselil v  severno Ameriko, kjer se je zaposlil  kot drvar v  Kanadi,  Kaliforniji in Teksasu.
Potem ko je zbolel za tuberkulozo, se je Leedskalnin okrog leta 1919 preselil na toplejšo Florido, kjer je v Florida City kupil majhen košček zemlje. Naslednjih 20 let bi naj Leedskalnin domnevno gradil in živel v ogromnem spomeniku iz kamna, ki ga je sam poimenoval ‘Rock Gate Park’, posvetil pa ga je dekletu, ki ga je pred leti zapustila. Leedskalnin je delal sam in to ponoči, skupno pa je 997903 kilogramov kamenja izklesal v spomenik, ki bo kasneje znan kot Coral Castle. Leedskalnin je na vprašanja obiskovalcev o metodi klesanja, ki še danes ostaja skrivnost, odgovarjal olikano, a skrivnostno. Kljub temu da se je držal zase, je na koncu svoj spomenik za 10 centov odprl za javnost. Na presenečenje vseh se je izkazal za ustrežljivega gostitelja, otrokom je celo delal hot-doge v ekonom loncu, ki ga je izumil sam.
Ta stvaritev je bila v 20’ih letih prvotno v Florida City, na sredini 30’ih let dvajsetega stoletja pa jo je lastnoročno prestavil blizu Homesteada na Floridi, na lokacijo, ki je velika 10 arov (4 hektarje) in kjer je še danes. Decembra 1951 je na svojih sprednjih vratih pustil sporočilo ‘Na poti v bolnišnico’ in se odpeljal v bolnišnico Jackson Memorial v Miamiju. Umrl je tri dni zatem, pri 64 letih, zaradi podhranjenosti, ki je bila posledica raka na želodcu.

## Knjižna dela
V svojem življenju je Ed Leedskalnin izdal 5 brošur, ki jih je oglaševal v lokalnih časopisih:
- A Book in Every Home. Containing Three Subjects: Ed’s Sweet Sixteen, Domestic and Political Views.

- Mineral, Vegetable and Animal Life

- Magnetic Current (19 strani)

- Magnetic Base

- Magnetic Current (4 strani)

## Moralno izobraževanje
Njegova prva in najdaljša brošura, v kateri razpravlja o moralnem izobraževanju, je natisnjena samo na levi strani strani v knjigi, in se začne s takšnim uvodom:
Bralec, če ti iz kakšnega razloga stvari, ki jih rečem v tej kratki knjigi, niso všeč, sem pustil ravno toliko prostora, kot sem ga porabil sam, da lahko zraven mojega napišeš še svoje mnenje in vidiš, če je tvoje boljše.
Avtor
V prvem odstavku svojo jezo usmeri k svoji nekdanji zaročenki in trdi, da bi dekleta morala ostati nedotaknjena in da so predvsem fantje tisti, ki slabo vplivajo nanje. V knjigi A Book in Every Home je na četrti strani Leedskalnin napisal:
“Vse, kar počnemo, bi moralo imeti dober namen, vsi pa vedo, da ne more priti od predrznega fanta za dekle nič dobrega. Ko ima dekle 16 ali 17 let, je najboljša, kot bo kdajkoli, ko pa ima fant 16 let, je bolj drzen kot v vseh svojih fazah razvoja. Ni še dovolj velik, da bi že delal, je pa že prevelik, da bi ga imeli v jaslih in mu tako pustimo, da pokvari dekle - na mojem dekletu ni delovalo. To je moje mnenje o slabem vplivu. Vse, kar je narejeno z dobrim namenom, je dobro, ko pa je narejeno s slabim namenom, gre za slab vpliv in glede teh predrznih fantov je za dekle to vedno slabo.”
Tudi drugi odstavek je namenjen moralnemu izobraževanju, dodano pa je nekaj aforizmov, ki staršem pomagajo, kako pravilno vzgajati otroka. Zadnji, politični odstavek, razkrije, da je imel samotarski Leedskalnin močne politične poglede. Zagovarjal je pravico do glasovanja samo za tiste, ki imajo v lasti nepremičnine, ter to zagovarjal z besedami. “Vsakdo, ki je prešibak, da bi živel na svojem, ni dovolj močan, da bi lahko glasoval.”
Nekateri pisatelji so sugerirali, da Leedskalninova brošura vsebuje nadaljnje informacije o njegovih elektromagnetnih raziskavah in da so spoznanja zakodirana na straneh te knjige, bralcem pa so prazne strani namenjene zato, da bi jih zapolnili z dešifriranimi rešitvami. Sugeriralo se je tudi, da je Leedskalninova pogosta napotitev k njegovi 16-letnici v bistvu napotitev k numerologični in/ali znanstveni ustreznosti številke 16 k njegovim odkritjem in teorijam.

## Magnetizem
Leedskalninove ostale 4 brošure napeljujejo k njegovim teorijam o magnetizmu, podrobno opisujejo njegove teorije o medsebojnem vplivanju  elektrike, magnetizma in telesa; Leedskalnin je dodal tudi nekaj preprostih poskusov, ki njegove  teorije potrjujejo.

## Ostalo
Ed Leedskalnin, Coral Castle in skrivnostnost, ki obdaja način gradnje, so temelj novele Cincinnatus.
Band Pinataland, ki poje o zgodovini, je posnel pesem ‘Latvian Bride’, ki govori o Leedskalninu in ki je na njihovem albumu ‘Songs for the Forgotten Future Vol. 1’ iz leta 2003.
Pesem Billyja Idola ‘Sweet Sixteen’ govori o dogodkih v Leedskalninovem življenju. En verz gre tako: Nekdo je zgradil grad za mojo 16-letnico/Nekdo je zgradil hišo, da bi jo zagradil v njej.